# Păpăuți, Covasna
Păpăuți este un sat în comuna Zagon din județul Covasna, Transilvania, România. Se află în partea de est a județului, la poalele vestice ale munților Vrancei. Se presupune că denumirea de Păpăuți este de origine slavo-română.